# Akkoord van Rambouillet

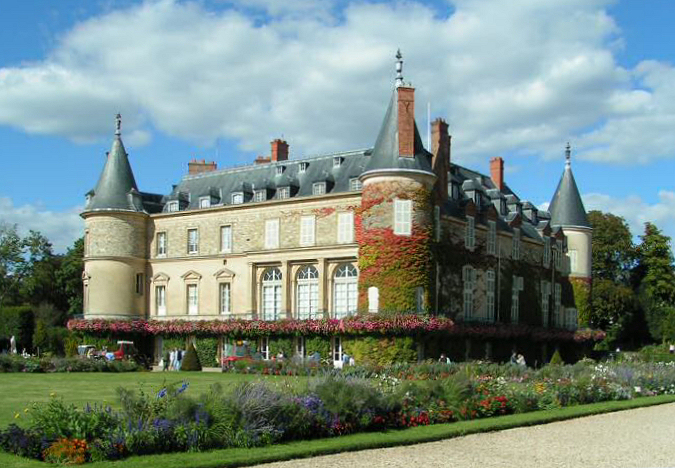
Foto van Château de Rambouillet

Het Akkoord van Rambouillet is een vredesvoorstel dat werd opgesteld in februari 1999 tussen Joegoslavië enerzijds en de delegatie van Kosovo Albanezen anderzijds. Het voorstel werd ingediend door de NAVO, en werd ingediend in Rambouillet in Frankrijk.
Omdat het akkoord door Joegoslavië werd afgewezen, werd door de NAVO besloten dat militaire acties niet uit konden blijven en volgde de tweede fase van de Kosovo-oorlog (zie ook Oorlogen in Joegoslavië).